# 李榮杓
李榮杓（韓語：이영표，1977年4月23日—）是一名前韓國足球運動員，他曾效力荷甲PSV燕豪芬、英超熱刺及德甲多蒙特等大球會，退休前效力美國職業足球大聯盟球會溫哥華白浪。

## 職業生涯

### 球會
安養印度豹
李榮杓於K聯賽安養印度豹開始自己的足球员生涯。他在2002年世界杯預選賽上鞏固了自己在國家隊的地位；緊接著他也幫助韓國在世界杯上創造佳績。在比賽結束之後他和朴智星便跟隨2002年世界杯韓國隊的教練希丁克投靠PSV燕豪芬。
PSV燕豪芬
李榮杓之所以轉會荷蘭是因為希丁克對他非常讚賞，隨著希丁克轉任PSV燕豪芬教練一職，他就將李榮杓帶到自己旗下球會。在PSV的日子，李榮杓再次獲得希丁克的指導；他也很快的在一線隊立足。他以耐力和技巧聞名，並且攻擊和防守的角色都能勝任。他後來更被荷蘭媒體譽為荷甲最佳左後衛。李榮杓和朴智星都隨PSV闖入04-05賽季的歐洲冠軍聯賽準決賽，但最後被AC米蘭淘汰。在賽季結束後，李榮杓轉會英超熱刺，儘管PSV堅決留人，但還是不敵英超隊伍的魅力。
熱刺
李榮杓在荷蘭踢了兩年球之後，於2005年8月轉會到英格蘭的熱刺。剛來到熱刺時，李榮杓非常受英國媒體矚目，他很快成為英超聯賽第一週的最佳11人，熱刺教練稱他不只是荷甲最佳左後衛，也是歐洲最佳左後衛之一。
李榮杓在賽季一直維持穩定的表現，但他也成為一些關鍵失誤的肇事者。尤以05-06英超賽季曼聯作客白鹿徑球場一役最為人關注；當時他身職左邊後衛，沒有把球清出場外，反而把球帶到己方禁區，造成曼聯邊鋒趁虛而入，傳球給製造曼聯的致勝得分。
在2006年8月，意甲的AS羅馬有意收購李榮杓，不過李榮杓卻在最後一刻以個人理由拒絕了。義大利媒體指稱，李榮杓是因為宗教因素而放棄轉會，但在事發不久之後，李榮杓於韓國的記者會上表示：並非宗教問題。他指出，去意甲踢球對他是不錯的選擇，但他是因個人理由而回絕羅馬隊；儘管記者會上媒體不斷追問，他堅持不肯透露詳情。
06-07賽季因為教練中意讓喀麥隆籍的司職左邊後衛，李榮杓改打右邊後衛；這項改變是在羅馬隊收購不成之後才發生的。
多蒙特
2008年8月28日，熱刺宣佈李榮杓正式轉會德甲的多蒙特，合約為期一年，具體轉會費未有被透露。
希拉尔
2009年7月9日，中東沙地阿拉伯球隊希拉爾宣佈簽入李榮杓，合約為期一個球季，另球隊有選擇權延長多一個球季。
溫哥華白浪
2011年12月6日， 美職聯球隊溫哥華白浪宣佈簽入自由身球員前韓國國家足球隊代表李榮杓，合約內容沒有透露。
2013年10月22日，36歲前韓國國家足球隊代表李榮杓宣佈於10月27日溫哥華白浪於2013年度美職聯常規賽最後一場比賽賽後結束球員生涯。

### 国家队
李荣杓自1999年6月对阵墨西哥的国家队比赛开始，共为韩国队出战127场，参加过两届世界杯以及三届亚洲杯，在韩国队出场纪录中仅次于洪明甫和李云在排名第三位。在2011年亚洲杯，韩国队在3、4名决赛中3-2拿下乌兹别克斯坦获得季军后，在赛后的新闻发布会上，李荣杓正式对外宣布了退出韩国队。

## 踢球風格
其虽然名义上為左后卫，但攻守得宜，助攻及远射能力均较強，在国家隊（尤其是在2002年世界盃）经常被推前至中场位置甚至前锋位置作进攻球员使用，为韩国當时少有的全能球员。

## 榮譽

### 球會
PSV燕豪芬
- 荷兰足球甲级联赛冠軍（2）：2002/03年、2004/05年；
- 荷蘭盃（1）：2005年；
- 告魯夫盾（1）：2003年；

希拉尔
- 沙特職業足球聯賽冠軍（2）：2009/10年、2010/11年；

## 外部連結
- 李榮杓檔案 （页面存档备份，存于）
- 熱刺官網 （页面存档备份，存于）